# قروش ملساء كاذبة
القروش الملساء الكاذبة (الاسم العلمي: Pseudotriakidae)، فصيلة أسماك صغيرة مفترسة من رتبة القروش الأرضية.